# Philippe Henriot
Philippe Henriot (7. ledna 1889, Remeš – 28. června 1944, Paříž) byl francouzský politik.
Byl zastáncem extrémní pravice, antikomunista, antisemita, proti svobodným zednářům a antiparlamentarista. V období mezi válkami byl též antihitlerovec. V roce 1940 se napojil na maršála Pétaina a jakmile Německo napadlo Rusko, začal podporovat Německo, neboť jeho antikomunismus byl mnohem silnější než jeho averze vůči Německu. Henriot začal na stanici Radio Paris obhajovat kolaboraci a útočil na Svobodnou Francii generála de Gaulla. V té době probíhala guerre des ondes (česky by se dalo přeložit jako válka vln či kmitočtová válka), ve které stál na straně rozhlasu okupované části Francie (Radio Paris aj.) proti rozhlasu Svobodné Francie (Radio Londres atd.)
Henriot nejvíce podněcoval proti Pierru Dacovi a Maurici Schumannovi. V lednu 1944 se stal státním sekretářem pro informace a propagandu vichistické vlády. Jeho činnost mu vynesla přezdívku francouzský Goebbels. Dne 28. června 1944 v 5:30 byl zavražděn členy Résistance na ministerstvu informací.